# La Chapelle-Hullin
La Chapelle-Hullin è un ex comune francese di 141 abitanti situato nel dipartimento del Maine e Loira nella regione dei Paesi della Loira. Il 15 dicembre 2016 è stato accorpato in un nuovo comune, Ombrée d'Anjou, insieme ai comuni di Chazé-Henry, Combrée, Grugé-l'Hôpital, Noëllet, Pouancé, La Prévière, Saint-Michel-et-Chanveaux, Le Tremblay e Vergonnes.

## Società

### Evoluzione demografica
Abitanti censiti